# 审判监督
审判监督程序，简称审判监督，又称再审程序，是中华人民共和国司法实践中纠正错误审判、防止适用法律和诉讼程序偏差的重要纠错、补救和监督程序，是保障当事人的合法权益，保证国家法律的统一实施和维护司法公正的重要途经。依据中华人民共和国法律，当事人及其法定代理人、近亲属，对已经发生法律效力的判决、裁定，可以向人民法院或者人民检察院提出申诉，但是不能停止判决、裁定的执行。在符合应当再审的情形下，人民法院应当应申诉人要求，重新审理有关案件。
依据提起审判监督程序的法律主体区分，可以分为申诉、抗诉和内部监督。一般地，由当事人及其法定代理人、近亲属就已经发生法律效力的判决、裁定向人民法院或者人民检察院提出的审判监督，称为申诉。由人民检察院就刑事判决、裁定按照二审程序向一审法院的上一级人民法院提出的审判监督程序和就已经发生法律效力的刑事、民事、行政判决、裁定按有关法律法规向有管辖权的人民法院提出审判监督程序的，称为抗诉。依据《中华人民共和国刑事诉讼法》第二百四十三条和《第十一届全国人民代表大会第五次会议通过的关于修改刑事诉讼法的决定》，审理法院院长或作出刑事、民事、行政判决、裁定的法院的上级人民法院就已经发生法律效力的判决和裁定，要求审理法院再审或由上级人民法院（包括最高人民法院和省一级高级人民法院）指定其他人民法院再审的，称为内部监督。